# The Hindoo Dagger
The Hindoo Dagger er en amerikansk stumfilm fra 1909 af D. W. Griffith.

## Medvirkende
- Harry Solter som Jack Windom
- Marion Leonard
- Arthur V. Johnson som Tom
- Robert Harron
- John R. Cumpson